# カブール・シャー
カブール・シャー（Qabūl Shāh、Kabul Shah、? - 1366年）は、西チャガタイ・ハン国の第4代ハン（在位：1363年 - 1366年）。

## 生涯
イルジギデイの孫。
1363年にトゥグルク・ティムールが死去すると、マー・ワラー・アンナフルを治めていたアミール・フサインによって擁立された。この経緯から、カブール・シャーはアミール・フサインの傀儡であった。
1366年、アーディル・スルターンがアミール・フサインに傀儡として擁立される。